# Ona Carbonell i Ballestero
Ona Carbonell i Ballestero (Barcelona, 5 de juny de 1990) és una nedadora catalana de natació sincronitzada.

## Trajectòria
Es va iniciar en la natació als 10 anys al Club Natació Kallipolis. Anteriorment havia practicat la gimnàstica rítmica.
Participà en els Jocs Olímpics de Londres 2012, en les dues proves olímpiques de natació sincronitzada. En la modalitat de duo, conjuntament amb Andrea Fuentes, va guanyar la medalla d'argent i la medalla de bronze en la modalitat d'equips.
Amb la sortida d'Andrea Fuentes de l'equip nacional al 2013, Ona Carbonell va passar a ser la solista. Al Mundial de Barcelona 2013, va nedar el solo lliure amb la cançó Barcelona de Freddie Mercury i Montserrat Caballé, que va sonar als JJOO de Barcelona 1992, de fons. La coreografia, supervisada per la mateixa Montserrat Caballé, li va servir per guanyar la medalla de bronze.

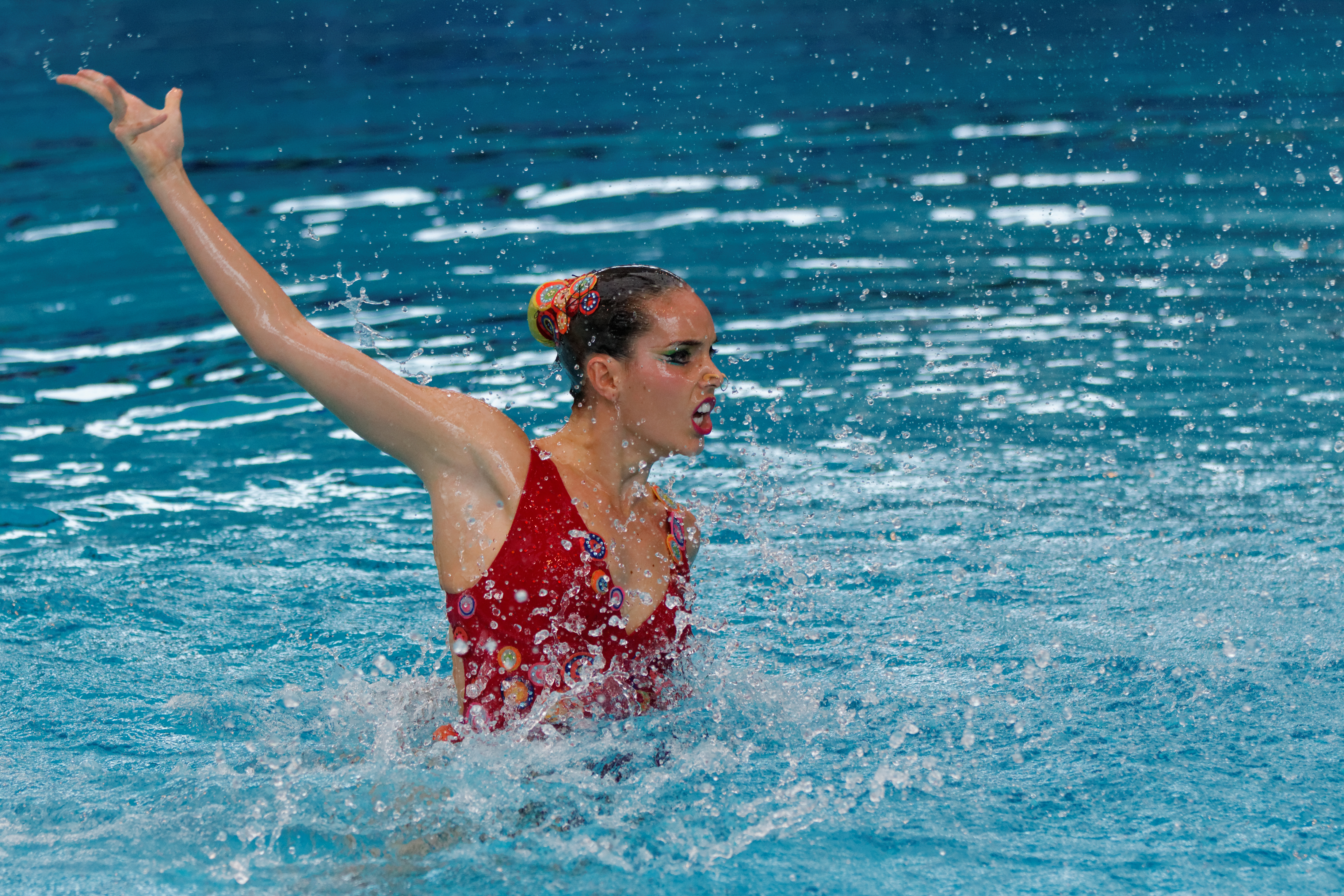
2013

Respecte al duo, ha tingut diferents companyes des que Andrea Fuentes es va retirar. Ja el 2013 Marga Crespí va ser l'escollida per acompanyar-la al Campionat del Món de natació celebrat a Barcelona, en qualitat de capitana de la selecció espanyola de natació sincronitzada. El 20 de juliol obtingué la medalla de bronze en la modalitat de solo tècnic, quedant per darrere de la russa Svetlana Romàixina i la xinesa Xuechen Huang. L'endemà, juntament amb Margalida Crespí, aconseguí la medalla de bronze en la modalitat de duo tècnic després de veure's superades per la parella russa i xinesa.
El 2014 a conseqüència de l'operació de maluc de la Marga, l'Ona va nedar amb la Paula Klamburg, a l'Europeu de Berlín. Per primera vegada des que estan al pòdium en uns europeus, les espanyoles van quedar terceres, veient-se superades per les ucraïneses.
Al Mundial de Kazan 2015 l'Ona va tenir dues companyes de duo: Paula Klamburg pel duo lliure i Clara Camacho pel duo tècnic. Va ser una decisió arriscada, ja que no comptava amb la Clara Camacho fins dos mesos abans de la celebració del Mundial. Les entrenadores, malgrat la difícil feina que suposava per a Ona canviar tant de parella, van pensar que era la millor opció per les capacitats tècniques que tenia Clara. Malgrat els canvis, Ona i les seves companyes van quedar cinquenes en el duo lliure i tècnic, després de tants anys penjant-se medalles en aquesta modalitat.
No obstant això, Kazan va suposar, per Ona, una millora en la modalitat de solo, ja que en el solo tècnic va aconseguir la medalla de plata i va superar, doncs, la nedadora xinesa de la prova. En el solo lliure, encara que no va poder arribar a la plata, va obtenir un altre bronze i es va quedar bastant a prop de la segona posició.
Aquestes dues medalles van ser les úniques assolides en sincronitzada a Kazan, ja que en la modalitat d'equips i combo, van quedar cinquenes igual que al duo. L'Ona per primera vegada en la seva trajectòria, va decidir no nedar en aquestes modalitats amb la finalitat d'estar a punt per als Jocs de Río 2016, competició en la qual no va guanyar cap medalla.
Al Campionat del Món de natació de 2017 va aconseguir dues plates individualment, tant en la modalitat lliure com en la tècnica. Igualava així a Gemma Mengual amb 20 medalles mundialistes.
El 2018 no participà en el Campionat d'Europa de Natació de 2018.
El 2019 passava a la història en convertir-se en la dona amb més medalles de la història dels mundials de natació. A Gwangju, Corea del Sud va aconseguir tres medalles, dues plates a solo tècnic i lliure i bronze liderant el seu equip en la modalitat especial.
El 2021 aconseguia al Campionat d'Europa de Natació a Budapest el bronze amb el seu equip en la modalitat de rutina tècnica.
Degut a les restriccions establertes pel govern japonès per a combatre la pandèmia de COVID-19 durant els Jocs Olímpics de Tòquio de 2020, celebrats el 2021, Ona Carbonell no podia alletar el seu fill durant el període de les proves esportives. Va comunicar públicament la seva decisió de no participar en els jocs fent un vídeo de denúncia per haver d'escollir entre la conciliació familiar i la competició olímpica. Precisament pel seu paper en la normalització de la maternitat en les esportistes d'elit, l'any 2022 va ser inclosa en la llista de les 100 dones de la BBC.
El maig de 2023 va anunciar la seva retirada de l'esport professional.

## Palmarès

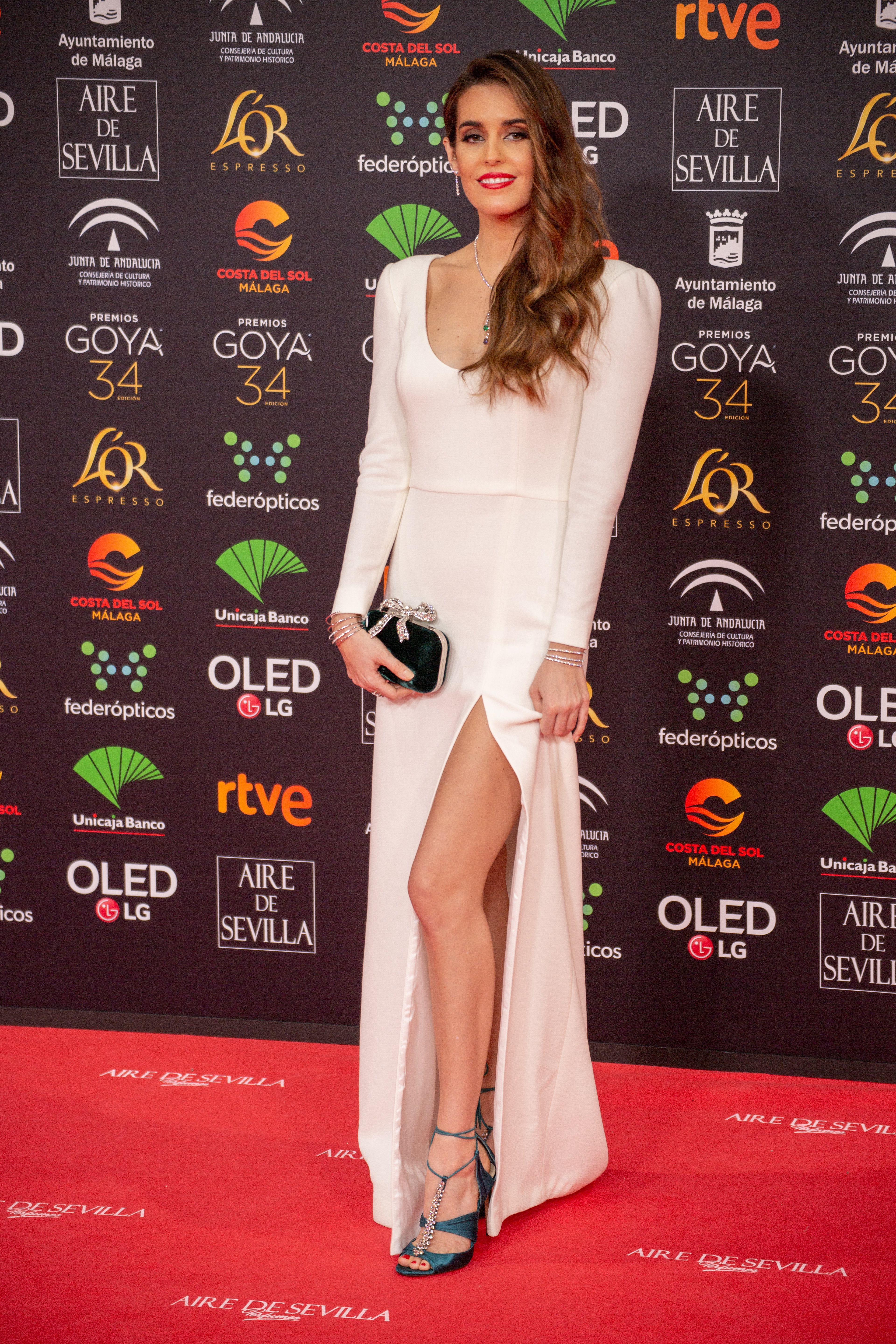
2020

- 1 medalla de plata en el Campionat del Món de Melbourne 2007 en la modalitat lliure d'equip.
- 1 medalla de bronze en el Campionat del Món de Melbourne 2007 en la modalitat tècnica d'equip.
- 1 medalla de bronze en el Campionat del Món de natació júnior de 2008 en la modalitat individual.[1]
- 2 medalles d'or en el Campionat d'Europa d'Eindhoven de 2008 en les modalitats en equip i combo.
- 1 medalles d'or en Campionat del Món de Roma 2009 en combinació (lliure).
- 2 medalles de plata en el Campionat del Món de Roma 2009 en les modalitats d'equip tècnic i lliure.
- 3 medalles de plata en el Campionat d'Europa de Budapest de 2010 en les modalitats de duo, equip i combo.
- 4 medalles de bronze en el Campionat del Món de Xangai 2011 en les modalitats d'equip (tècnica i lliure) i duo (tècnica i lliure).
- 1 medalla de plata en el Campionat d'Europa de Debrecen 2012 en la modalitat de duo.
- 2 medalles d'or en el Campionat d'Europa de 2012 en les modalitats d'equip i combo.
- 1 medalla de plata en els Jocs Olímpics de Londres 2012 en la modalitat de parelles (amb Andrea Fuentes).
- 1 medalla de bronze en els Jocs Olímpics de Londres 2012 en la modalitat d'equip.
- 3 medalles de plata en el Campionat del Món de Barcelona 2013 en les modalitats tècnica i lliure d'equip, i combo.
- 4 medalles de bronze en el Campionat del Món de Barcelona 2013 en les modalitats de solo tècnic, solo lliure,[26] duo tècnic[10] i duo lliure[27] (ambdues amb Marga Crespí).
- 2 medalles de plata a la Copa d'Europa de Savona (Itàlia) 2013 en les modalitats de duo i equip.
- 1 medalla de plata al Campionat d'Europa de natació de 2014 de Berlín en la modalitat de solo.
- 3 medalles de bronze al Campionat d'Europa de natació de 2014 de Berlín en les modalitats de duo, equip i combo.
- 1 medalla de bronze a Copa d'Europa Haarlemmermeer (Holanda) 2015 en la modalitat de duo.
- 1 medalla de bronze al Campionat del Món de natació de 2015 en la modalitat de solo tècnic.
- 1 medalla de plata al Campionat del Món de natació de 2015 en la modalitat de solo lliure.
- 2 medalles de plata al Campionat del Món de natació de 2017 en les modalitats de solo lliure i tècnic.[20]
- 2 medalles de plata al Campionat del Món de natació de 2019 en les modalitats de solo lliure i tècnic.[22]
- 1 medalla de bronze al Campionat del Món de natació de 2019 en la modalitat rutina especial per equips.[22]
- 1 medalla de bronze al Campionat d'Europa de Natació de 2020 en la modalitat de rutina tècnica per equips.[23]

## Vida personal
Manté una relació sentimental amb l'exgimnasta Pablo Ibáñez des del 2015. Es van conèixer al Centre d'Alt Rendiment de Sant Cugat del Vallès. Per ara, no s'han casat. Han tingut dos fills, en Kai i en Teo, nascuts a l'Hospital Germans Trias i Pujol tant l'un com l'altre.